# Paradise Lost (Band)/Diskografie
Diese Diskografie ist eine Übersicht über die musikalischen Werke der englischen Metal-Band Paradise Lost. Ihre erfolgreichste Veröffentlichung ist das 16. Studioalbum Obsidian, mit dem sie Platz zwei der deutschen Albumcharts erreichte.

## Alben

### Studioalben
| Jahr | Titel Musiklabel                                 | Höchstplatzierung, Gesamtwochen, AuszeichnungChartplatzierungen (Jahr, Titel, Musiklabel, Platzierungen, Wochen, Auszeichnungen, Anmerkungen) | Höchstplatzierung, Gesamtwochen, AuszeichnungChartplatzierungen (Jahr, Titel, Musiklabel, Platzierungen, Wochen, Auszeichnungen, Anmerkungen) | Höchstplatzierung, Gesamtwochen, AuszeichnungChartplatzierungen (Jahr, Titel, Musiklabel, Platzierungen, Wochen, Auszeichnungen, Anmerkungen) | Höchstplatzierung, Gesamtwochen, AuszeichnungChartplatzierungen (Jahr, Titel, Musiklabel, Platzierungen, Wochen, Auszeichnungen, Anmerkungen) | Anmerkungen                                                                                   |
| Jahr | Titel Musiklabel                                 | DE | AT | CH | UK | Anmerkungen                                                                                   |
| ---- | ------------------------------------------------ | --- | --- | --- | --- | --------------------------------------------------------------------------------------------- |
| 1990 | Lost Paradise Peaceville Records                 | — | — | — | — | Erstveröffentlichung: 5. Februar 1990                                                         |
| 1991 | Gothic Peaceville Records                        | — | — | — | — | Erstveröffentlichung: 19. März 1991                                                           |
| 1992 | Shades of God Music for Nations                  | — | — | — | — | Erstveröffentlichung: 14. Juli 1992                                                           |
| 1993 | Icon Music for Nations                           | DE31 (13 Wo.)DE | — | — | — | Erstveröffentlichung: 28. September 1993 Wiederveröffentlichung: 1. Dezember 2023 als Icon 30 |
| 1995 | Draconian Times Music for Nations                | DE15 (14 Wo.)DE | AT21 (9 Wo.)AT | CH20 (4 Wo.)CH | UK16 (3 Wo.)UK | Erstveröffentlichung: 12. Juni 1995                                                           |
| 1997 | One Second Music for Nations                     | DE8 (10 Wo.)DE | AT10 (12 Wo.)AT | CH40 (4 Wo.)CH | UK31 (2 Wo.)UK | Erstveröffentlichung: 14. Juli 1997                                                           |
| 1999 | Host EMI                                         | DE4 (8 Wo.)DE | AT33 (4 Wo.)AT | — | UK61 (1 Wo.)UK | Erstveröffentlichung: 26. April 1999                                                          |
| 2001 | Believe in Nothing EMI                           | DE10 (6 Wo.)DE | AT31 (6 Wo.)AT | CH41 (4 Wo.)CH | — | Erstveröffentlichung: 29. Januar 2001                                                         |
| 2002 | Symbol of Life Gun Records                       | DE16 (6 Wo.)DE | — | CH77 (1 Wo.)CH | — | Erstveröffentlichung: 21. Oktober 2002                                                        |
| 2005 | Paradise Lost Gun Records                        | DE18 (4 Wo.)DE | AT34 (2 Wo.)AT | CH59 (2 Wo.)CH | — | Erstveröffentlichung: 17. März 2005                                                           |
| 2007 | In Requiem Century Media                         | DE12 (4 Wo.)DE | AT28 (2 Wo.)AT | CH41 (2 Wo.)CH | — | Erstveröffentlichung: 21. Mai 2007                                                            |
| 2009 | Faith Divides Us – Death Unites Us Century Media | DE22 (3 Wo.)DE | AT54 (1 Wo.)AT | CH52 (1 Wo.)CH | — | Erstveröffentlichung: 25. September 2009                                                      |
| 2012 | Tragic Idol Century Media                        | DE6 (5 Wo.)DE | AT15 (3 Wo.)AT | CH23 (2 Wo.)CH | UK73 (1 Wo.)UK | Erstveröffentlichung: 18. April 2012                                                          |
| 2015 | The Plague Within Century Media                  | DE7 (4 Wo.)DE | AT14 (1 Wo.)AT | CH21 (2 Wo.)CH | UK51 (1 Wo.)UK | Erstveröffentlichung: 1. Juni 2015                                                            |
| 2017 | Medusa Nuclear Blast                             | DE6 (4 Wo.)DE | AT15 (2 Wo.)AT | CH14 (2 Wo.)CH | UK56 (1 Wo.)UK | Erstveröffentlichung: 1. September 2017                                                       |
| 2020 | Obsidian Nuclear Blast                           | DE2 (6 Wo.)DE | AT5 (2 Wo.)AT | CH4 (4 Wo.)CH | UK32 (1 Wo.)UK | Erstveröffentlichung: 15. Mai 2020 # 1 der deutschen Vinylcharts                              |

### Livealben
| Jahr | Titel                     | Höchstplatzierung, Gesamtwochen, AuszeichnungChartplatzierungen (Jahr, Titel, Platzierungen, Wochen, Auszeichnungen, Anmerkungen) | Höchstplatzierung, Gesamtwochen, AuszeichnungChartplatzierungen (Jahr, Titel, Platzierungen, Wochen, Auszeichnungen, Anmerkungen) | Höchstplatzierung, Gesamtwochen, AuszeichnungChartplatzierungen (Jahr, Titel, Platzierungen, Wochen, Auszeichnungen, Anmerkungen) | Höchstplatzierung, Gesamtwochen, AuszeichnungChartplatzierungen (Jahr, Titel, Platzierungen, Wochen, Auszeichnungen, Anmerkungen) | Anmerkungen                             |
| Jahr | Titel                     | DE | AT | CH | UK | Anmerkungen                             |
| ---- | ------------------------- | --- | --- | --- | --- | --------------------------------------- |
| 2008 | The Anatomy of Melancholy | DE42 (1 Wo.)DE | — | — | — | Erstveröffentlichung: 23. Mai 2008      |
| 2015 | Symphony for the Lost     | DE69 (1 Wo.)DE | — | — | — | Erstveröffentlichung: 20. November 2015 |
| 2021 | At the Mill               | DE11 (1 Wo.)DE | AT51 (1 Wo.)AT | — | — | Erstveröffentlichung: 16. Juli 2021     |

Weitere Livealben
- 2003: At the BBC
- 2011: Draconian Times MMXI
- 2013: Live at the Roundhouse
- 2019: Live at Rockpalast 1995

### Kompilationen
- 1998: Reflection
- 2009: Drown in Darkness – The Early Demos
- 2012: Lost in Time
- 2013: Tragic Illusion 25 (The Rarities)
- 2015: Maximum Plague (Beilage zum Metal Hammer)

### EPs
| Jahr | Titel              | Höchstplatzierung, Gesamtwochen, AuszeichnungChartplatzierungen (Jahr, Titel, Platzierungen, Wochen, Auszeichnungen, Anmerkungen) | Höchstplatzierung, Gesamtwochen, AuszeichnungChartplatzierungen (Jahr, Titel, Platzierungen, Wochen, Auszeichnungen, Anmerkungen) | Höchstplatzierung, Gesamtwochen, AuszeichnungChartplatzierungen (Jahr, Titel, Platzierungen, Wochen, Auszeichnungen, Anmerkungen) | Höchstplatzierung, Gesamtwochen, AuszeichnungChartplatzierungen (Jahr, Titel, Platzierungen, Wochen, Auszeichnungen, Anmerkungen) | Anmerkungen                            |
| Jahr | Titel              | DE | AT | CH | UK | Anmerkungen                            |
| ---- | ------------------ | --- | --- | --- | --- | -------------------------------------- |
| 2008 | Seals the Sense EP | — | — | — | UK92 (1 Wo.)UK | Erstveröffentlichung: 21. Februar 1994 |

Weitere EPs
- 1993: As I Die
- 1994: Gothic EP
- 2017: 3 Tracks for Free (Beilage zu Legacy)

### Demos
- 1988: Morbid Existence
- 1988: Paradise Lost
- 1989: Plains of Desolution
- 1989: Frozen Illusion

## Singles

### Als Leadmusiker
| Jahr | Titel Album                     | Höchstplatzierung, Gesamtwochen, AuszeichnungChartplatzierungen (Jahr, Titel, Album, Platzierungen, Wochen, Auszeichnungen, Anmerkungen) | Höchstplatzierung, Gesamtwochen, AuszeichnungChartplatzierungen (Jahr, Titel, Album, Platzierungen, Wochen, Auszeichnungen, Anmerkungen) | Höchstplatzierung, Gesamtwochen, AuszeichnungChartplatzierungen (Jahr, Titel, Album, Platzierungen, Wochen, Auszeichnungen, Anmerkungen) | Höchstplatzierung, Gesamtwochen, AuszeichnungChartplatzierungen (Jahr, Titel, Album, Platzierungen, Wochen, Auszeichnungen, Anmerkungen) | Anmerkungen                              |
| Jahr | Titel Album                     | DE | AT | CH | UK | Anmerkungen                              |
| ---- | ------------------------------- | --- | --- | --- | --- | ---------------------------------------- |
| 1995 | The Last Time Draconian Times   | DE60 (2 Wo.)DE | — | — | UK60 (2 Wo.)UK | Erstveröffentlichung: 8. Mai 1995        |
| 1995 | Forever Failure Draconian Times | — | — | — | UK66 (2 Wo.)UK | Erstveröffentlichung: 25. September 1995 |
| 1997 | Say Just Words One Second       | — | — | — | UK53 (2 Wo.)UK | Erstveröffentlichung: 16. Juni 1997      |
| 1997 | One Second                      | — | — | — | UK94 (1 Wo.)UK | Erstveröffentlichung: 1997               |
| 2001 | Mouth Believe in Nothing        | DE89 (1 Wo.)DE | — | — | — | Erstveröffentlichung: 29. Januar 2001    |
| 2002 | Erased Symbol of Life           | DE80 (2 Wo.)DE | — | — | — | Erstveröffentlichung: 18. November 2002  |
| 2005 | Forever After Paradise Lost     | DE77 (3 Wo.)DE | — | — | — | Erstveröffentlichung: 14. Februar 2005   |
| 2007 | The Enemy In Requiem            | DE84 (1 Wo.)DE | — | — | — | Erstveröffentlichung: 13. April 2007     |

Weitere Singles
- 1989: Frozen Illusion (Lost Paradise)
- 1990: In Dub (Rotting Misery / Breeding Fear) (Lost Paradise)
- 1992: As I Die (Shades of God)
- 1997: True Belief ’97 (Icon)
- 1999: So Much Is Lost (Host)
- 1999: Permanent Solution (Host)
- 2001: Fader (Believe in Nothing)
- 2012: The Last Fallen Saviour (Non-Album-Single; Teil der Decibel-Flexi-Serie)
- 2017: The Longest Winter (Medusa)
- 2017: Blood and Chaos (Medusa)
- 2020: Fall from Grace (Obsidian)
- 2020: Ghosts (Obsidian)
- 2025: Silence Like The Grave (Ascension)

## Videoalben und Musikvideos

### Videoalben
- 1990: Live Death
- 1994: Harmony Breaks
- 1999: One Second Live
- 2002: Evolve
- 2007: Over the Madness
- 2008: The Anatomy of Melancholy
- 2011: Draconian Times MMXI

### Musikvideos
| Jahr | Titel Album                                           | Regie             |
| ---- | ----------------------------------------------------- | ----------------- |
| 1992 | Pity the Sadness Shades of God                        |                   |
| 1992 | As I Die Shades of God                                | James Engwell     |
| 1993 | Widow Icon                                            |                   |
| 1993 | True Belief Icon                                      |                   |
| 1993 | Embers Fire Icon                                      | David Barnard     |
| 1995 | The Last Time Draconian Times                         | Jan Russell       |
| 1995 | Forever Failure Draconian Times                       |                   |
| 1997 | Say Just Words One Second                             |                   |
| 1997 | One Second                                            |                   |
| 1999 | So Much Is Lost Host                                  | Marcus Nispel     |
| 1999 | Permanent Solution Host                               |                   |
| 2001 | Mouth Believe in Nothing                              | Thomas Job        |
| 2001 | Fader Believe in Nothing                              |                   |
| 2002 | Erased Symbol of Life                                 | Stefan Klotz      |
| 2005 | Forever After Paradise Lost                           | Volker Hannwacker |
| 2007 | The Enemy In Requiem                                  | Edward 209        |
| 2007 | Praise Lamented Shade In Requiem                      | Paul M. Green     |
| 2009 | Faith Divides Us – Death Unites Us                    | Nathan T. Heys    |
| 2009 | The Rise of Denial Faith Divides Us – Death Unites Us | Nigel Crane       |
| 2012 | Honesty in Death Tragic Idol                          | Matt Green        |
| 2012 | Fear of Impending Hell Tragic Idol                    | Steve Edmondson   |
| 2015 | No Hope in Sight (Lyric-Video) The Plague Within      |                   |
| 2015 | Beneath Broken Earth The Plague Within                | Ash Pears         |
| 2016 | Victim of the Past (Live-Video) Symphony for the Lost |                   |
| 2017 | The Longest Winter (Lyric-Video) Medusa               |                   |
| 2017 | Blood and Chaos Medusa                                | Ash Pears         |
| 2017 | Until the Grave (Lyric-Video) Medusa                  | Vyacheslav Ivanov |
| 2020 | Fall from Grace Obsidian                              |                   |

## Boxsets
- 1997: The Singles Collection (Boxset mit fünf Single-CDs)
- 2012: Original Album Classics (Boxset mit drei Alben)
- 2014: Original Album Collection (Boxset mit drei Alben)

## Promoveröffentlichungen
Promo-Singles
- 1991: Eternal / Twisted Mass of Burnt Decay (Gothic / Mental Funeral; Split-Single mit Autopsy)
- 1995: Enchantment (Draconian Times)
- 1997: Soul Courageous (One Second)
- 2000: Sell It to the World (Believe in Nothing)
- 2002: Isolate (Symbol of Life)
- 2003: Smalltown Boy (Symbol of Life; Original: Bronski Beat)
- 2005: All You Leave Behind (Paradise Lost)
- 2009: The Rise of Denial (Faith Divides Us – Death Unites Us)
- 2009: Faith Divides Us – Death Unites Us (Faith Divides Us – Death Unites Us)
- 2012: Crucify (Tragic Idol)
- 2012: Honesty in Death (Tragic Idol)
- 2015: No Hope in Sight (The Plague Within)
- 2015: Beneath Broken Earth (The Plague Within)

## Statistik

### Chartauswertung
|                     | DE     | AT     | CH     | UK    |
| ------------------- | ------ | ------ | ------ | ----- |
| Nummer-eins-Alben   | DE—DE  | AT—AT  | CH—CH  | UK—UK |
| Top-10-Alben        | DE7DE  | AT1AT  | CH—CH  | UK—UK |
| Alben in den Charts | DE16DE | AT11AT | CH10CH | UK6UK |

|                       | DE    | AT    | CH    | UK    |
| --------------------- | ----- | ----- | ----- | ----- |
| Nummer-eins-Singles   | DE—DE | AT—AT | CH—CH | UK—UK |
| Top-10-Singles        | DE—DE | AT—AT | CH—CH | UK—UK |
| Singles in den Charts | DE5DE | AT—AT | CH—CH | UK5UK |